# Лэнгфорд, Дэвид
Дэвид Роуленд Лэнгфорд (англ. David Rowland Langford, родился 10 апреля 1953 года в Ньюпорте, Великобритания) — английский критик, редактор и писатель научной фантастики. Лэнгфорд является редактором фэнзина «Ansible» и лауреатом более двух десятков премий «Хьюго» (за сам журнал и за критику).

## Биография
Дэвид Роуленд Лэнгфорд родился 10 апреля 1953 года в Ньюпорте, Уэльс (Великобритания). младший брат Дэвида — Джон Лэнгфорд (англ. Jon Langford), является известным музыкантом
Лэнгфорд окончил Брасенос-колледж при Оксфордском университете (англ. Brasenose College), где получил степень по физике (что примечательно, именно в колледже Дэвид впервые попал в фэндом). После колледжа Лэнгфорд работал в Научно-исследовательском институте атомного оружия (AWRE, от англ. Atomic Weapons Research Establishment, после 1987 года — переименован в AWE) в Олдермастоне (англ. Aldermaston).
Первым опубликованным научно-фантастическим произведением Лэнгфорда стал рассказ «Волна жара» 1975 года. Однако, как автор фантастики Лэнгфорд известен своими пародиями. Так в 1979 году под псевдонимом Уильям Роберт Лузли (англ. William Robert Loosley), от лица которого и ведется повествование, вышла книга «Описание встречи с обитателями иного мира, 1871», рукопись викторианской эпохи о контакте с НЛО, воспринятая некоторыми уфологами как документальная (писатель Уитли Стрибер ссылается на описываемые события в своём романе «Majestic»).
В 1982 году Лэнгфорд публикует свой первый серьёзный НФ-роман «Space Eater». Затем в идут снова юмористический роман «The Leaky Establishment» (1984 год) и Футурологический сценарий в соавторстве с Брайаном Стейблфордом (англ. Brian Stableford) — «Третье тысячелетие: История мира с 2000 по 3000» (англ. The Third Millennium: A History of the World AD 2000-3000), 1985 год.
В 1987 году выходит «Earthdoom!» (в соавторстве с Джоном Грантом (англ. John Grant)), а через год авторский сборник Лэнгфорда фэнтези и НФ-пародий «The Dragonhiker’s Guide to Battlefield Covenant at Dune’s Edge: Odyssey Two».
В 1996 году выходят сборник «The Silence of the Langford», из 30 эмористических эссе на тему НФ и фэндома и 2 рассказов, и первый сборник вопросов и ответов (книга-викторина) по Плоскому миру Терри Пратчетта — «Задачи от Незримого Университета» (англ. The Unseen University Challenge: Terry Pratchett's Discworld Quizbook). Вторая книга по Пратчетту, «Самое вещее звено» (англ. The Wyrdest Link: The Second Discworld Quizbook), выходит в 2002 году.
В дальнейшем у Дэвида Лэнгфорда выходит ещё ряд сборников (сборник рассказов «Different Kinds of Darkness» в 2004 году, сборники эссе и обзоров «Up Through an Empty House of Stars 1984—2002» в 2003) и книг. В частности, в книге «Конец Гарри Поттера?» (англ. The End of Harry Potter?), выпущенной в 2006 году, Лэнгфорд пытается проанализировать опубликованные романы Джоан Роулинг и раскрыть тайны последней книги.
В настоящее время Дэйв Лэнгфорд со своей женой Хэйзел (англ. Hazel) проживают в Рединге.

### Ansible
С лета 1979 года Лэнгфорд начинает вести и публиковать информационный бюллетень под названием «Ansible», в котором рассматривает актуальные для фэндома вопросы и анализирует новинки НФ. «Ansible» более 30 раз номинировался на «Хьюго», сначала как фэнзин, затем как журнал.

### SFX
С 1995 года, с момента основания журнала «SFX», Дэйв ведёт там свою колонку и активно сотрудничает с редакторами. Так, например, Лэнгфорд составлял для «SFX» спискок двадцати лучших и десяти худших фантастических книг всех времён. Так материал, который Лэнгфорд публиковал в журнале составил два сборника: «Колонки SEX и другие опечатки» (англ. The SEX Column and other misprints, ввиду того, что на обложке «SFX» фото или картинка зачастую помещалась под буквой «F» в названии, слово «SFX» выглядело и могло читаться как «SEX») в 2005 году, куда вошли работы Дэйва с 1995 по 2004 годы, и «Starcombing» в 2009 году.

## Номинации и награды
Дэвид Лэнгфорд ежегодно, с 1979 по 2009 годы (всего 30 раз), номинировался на премию «Хьюго» в категории лучший фэн-писатель и 21 раз становился лауреатом (в 1985, 1987 и каждый год с 1989 по 2007 годы).
Фэнзин «Ansible» 11 раз (в 1984, 1985, 1987, с 1994 по 2000, и в 2002 годах) номинировался на «Хьюго» в категории лучший фэнзин и пять раз становился лауреатом. С 2003 года «Ansible» перешёл в категорию лучший полупрофессиональный журнал, в которой номинировался ежегодно до 2010 года, в 2005 году став лауреатом.
В 1995 и 1996 годах Дэвид Лэнгфорд был в составе коллегии жюри премии Артура Кларка (как представитель Британской Ассоциации Научной Фантастики, BSFA).
Другие премии и награды:
- 1979 год — номинант премии «Хьюго» в категории лучший фэнзин («Twll-Ddu»)[21].
- 1980 год:
  - Лауреат «FAAns» (англ. The Fan Activity Achievement Awards) в категориях лучший фэн-писатель[22].
  - Номинант «BSFA Award» (от англ. British Science Fiction Association)) за лучший рассказ («Sex Pirates of the Blood Asteroid»)[20].
- 1983 год — номинант премии «Локус» за лучший дебютный роман («The Space Eater»)[23].
- 1985 год — лауреат «BSFA Award» за лучший рассказ («Cube Root»)[20][24].
- 1993 год — номинант премии «Хьюго» за лучшую книгу в жанре нехудожественной литературы («Let’s Hear It for the Deaf Man»)[25].
- 1997 год — номинант премии «Хьюго» за лучшую книгу в жанре нехудожественной литературы («The Silence of the Langford»)[26].
- 1999 год — номинант премии «Локус» за лучший рассказ («Out of Space, Out of Time»)[27].
- 2001 год — лауреат премии «Хьюго» за лучший рассказ («Different Kinds of Darkness»)[28].
- 2002 год:
  - Лауреат «BSFA Award» за лучшую публицистическую книгу («Introduction to Maps: The Uncollected John Sladek» — предисловие к сборнику рассказов Джона Слейдека «Maps»)[20][24].
  - Лауреат Мемориальной премии Эдварда Э. Смита[29].
- 2006 год:
  - Номинант премии «Хьюго» за лучшую книгу о фантастике («The SEX Column and Other Misprints»)[30].
  - Номинант премии «Локус» за лучшую публицистическую книгу («The SEX Column and Other Misprints»)[31].
- 2010 год — Номинант премии «Локус» за лучшую публицистическую книгу («Starcombing»)[32].